# Consejo Nacional de la Judicatura de El Salvador
El Consejo Nacional de la Judicatura (CNJ) es un organismo de control estatal de El Salvador (es decir que no depende de ninguno de los tres poderes del estado), creado por la Constitución de El Salvador, vigente desde 1983, y reformado a partir de los Acuerdos de Paz de Chapultepec en 1992.
El Consejo Nacional de la Judicatura, es el encargado de seleccionar, evaluar y capacitar los candidatos para magistrados de la Corte Suprema de Justicia; así como los candidatos para magistrados de las Cámaras de Segunda Instancia y los jueces de los Juzgados de Primera Instancia y los Juzgados de Paz.